# Heinersdorf (Kroppen)

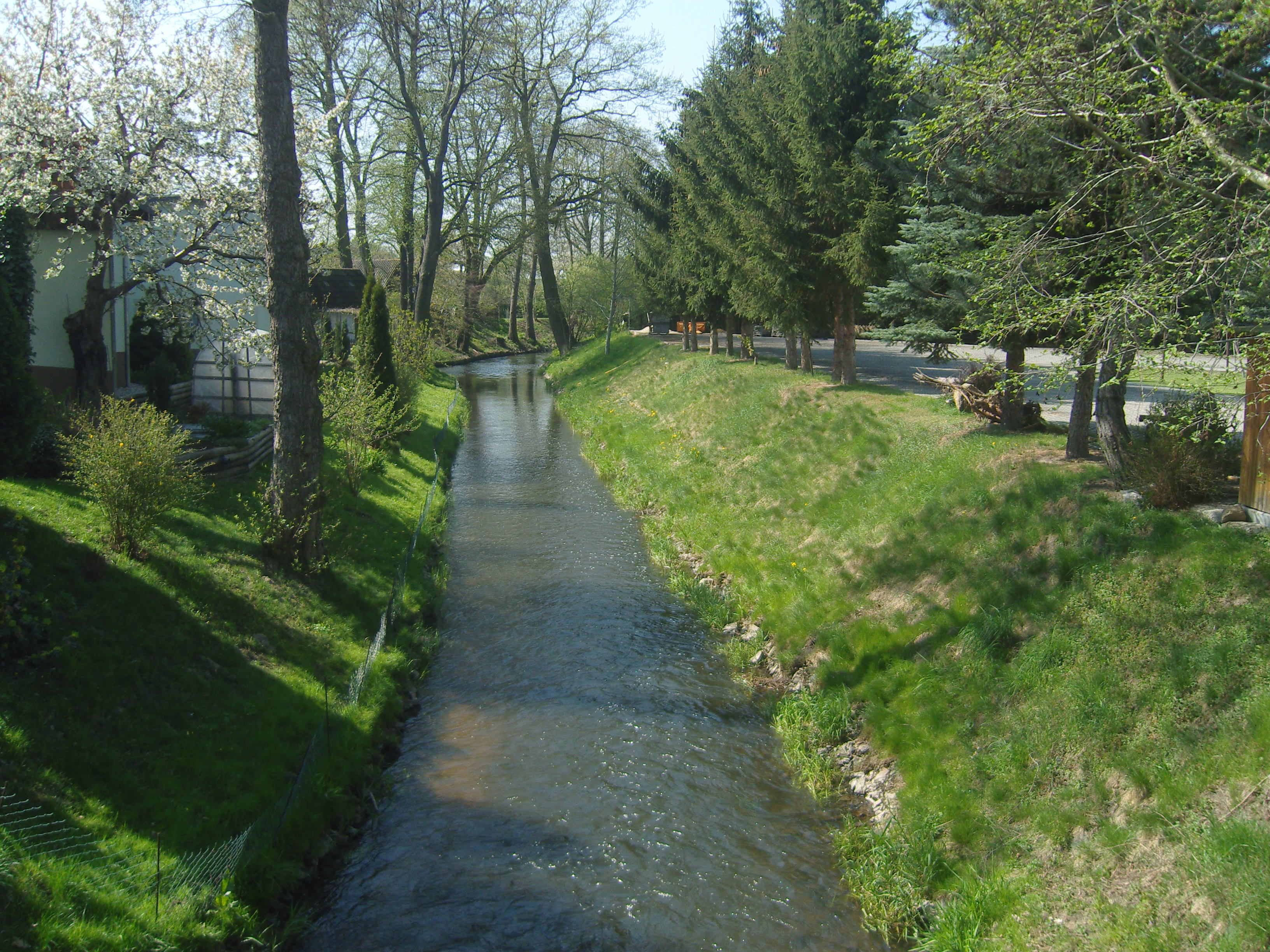
Pulsnitz zwischen Heinersdorf (links) und Kroppen (rechts)

Heinersdorf ist ein Ortsteil im Süden der Gemeinde Kroppen im südbrandenburgischen Landkreis Oberspreewald-Lausitz. 

## Geografie

Heinersdorf auf einer geschichtlichen Karte des Kreises Liebenwerda (1910).

Der etwa 385 Hektar umfassende Ort befindet sich etwa zwei Kilometer nordöstlich von Ortrand am östlichen Rand der Schradenniederung an der Einmündung des Kieperbaches in die Pulsnitz.

## Geschichte

### Urkundliche Ersterwähnung und Ortsname
Heinersdorf wurde vermutlich um 1349 urkundlich als „Heinrichsdorf“ erstmals erwähnt. Der Ortsname wird als „Siedlung eines Heinrich“ gedeutet. Weitere Formen des Ortsnamens waren im Lauf der Zeit: Heinrichsdorf (1350, 1406), Heinrichstorff (1425), Heynersdorf (1520), Heinersdorf (1524), Hennersdorf (1748) und  Hennersdorf b. Ortrandt im Jahre 1791.

### Weitere Entwicklung des Ortes
Heinersdorf soll als Straßendorf mit Gelängeflur angelegt worden sein. Laut dem entsprechenden Kapitel im 2005 erschienenen Band 63 der Publikationsreihe Werte der deutschen Heimat handelt es sich bei Heinersdorf allerdings vermutlich eher um ein Reihendorf. Dieses Dorf wurde im Jahre 1495 zusammen mit der Stadt und dem Schloss Ortrand vom Herzog von Sachsen, Albrecht der Beherzte, für 1900 Rheinische Gulden an Friedrich von Lüttichau verpfändet. Ab 1551 war es Bestandteil des Amtes Ortrand.
Die Einwohner des Ortes betrieben zu jener Zeit hauptsächlich Ackerbau und Viehzucht. Außerdem waren sie seit dem 16. Jahrhundert nach Kroppen eingepfarrt. 1565 wird Caspar Hommel als Besitzer der Korn- und Sägemühle an der Pulsnitz genannt. 1681 verkaufte die Stadt Ortrand das Dorf an Haubold von Miltitz, der auf Scharfenberg saß und auch das benachbarte Kroppen besaß. Um 1748 gab es im 16 Hufen großen Heinersdorf 14 besessene Mann sowie sieben Häusler. Zu jener Zeit war Heinersdorf Bestandteil des Amtes Großenhain.
Nachdem Heinersdorf infolge der Bestimmungen des Wiener Kongresses 1815 vom Königreich Sachsen an die preußische Provinz Sachsen gefallen war, kam es 1819 zum Kreis Spremberg-Hoyerswerda. Im Jahre 1952 kam es zum neu entstandenen Kreis Senftenberg.
Im Jahre 1938 erfolgte schließlich die Eingemeindung des Ortes in die benachbarte Gemeinde Kroppen.